# Attarp, Jönköpings kommun
Attarp är ett område och gård i nordvästra Bankeryd i Jönköpings län. 

## Historik
Gården är från början av 1400-talet och har ägts av många familjer och släkten. Bland annat politikern och gruvägaren Erik Räf har ägt gården. 1897-1953 var åren då familjen Räf förvaltade stället. Erik dog 1923. Den har även tillhört Per Ludvig Ekvall med familj åren 1844-1845. 
I maj 1845 mördades Per av sin familj genom förgiftning. Det blev en lång och fascinerande historia och beskrivs idag som Attarpsmorden. Efter Pers död ägde hans fru Hedda gården i ytterligare fyra år.

## Attarp idag
Det som finns kvar av den gamla säterigården Attarp, Bankeryd sockens största gård förr i världen, idag är källarvalven och grindstolparna, dessa är från 1400-talet. Huset som står på platsen idag är byggt på 1860-talet, av stormvirke efter en cyklon i Backamoskogen.

### Fritidsgård
Attarps fritidsgård har riktigt gamla anor. 1965 invigdes huset som ungdomsgård, senare har det kallats fritidsgård och sedan 2006 är det en kombinerad fritids- och föreningsgård. Fritidsgården är belägen mellan Attarpsskolan och Attarpsbadet i centrala Bankeryd, nordväst om Jönköping. Fritidsgården samarbetar bland annat med Attarps- och Nyarpsskolan, socialtjänsten, lokala näringsidkare och föreningar.

### Möteslokaler
I huset har handbollsföreningen IFK Bankeryd och Bankeryds basket kontors- och möteslokaler. Där håller även resursskolan och dansgruppen Match Town Army Studios, MTA till. Detta gör att huset används i olika verksamheter så gott som alla dagar i veckan, under dygnets vakna timmar. 
Andra kuriosa är att i husets replokaler började både Nina Persson (The Cardigans) och Karl Martindahl sina tidiga karriärer. 

### Äventyrsbad
Idag ligger ett litet äventyrsbad på tomten med bland annat en trampolin och en vattenrutschbana.